# 莞寶方言
莞寶方言是一種粵語方言，亦稱莞寶粵語，即粵語莞寶片。主要分佈在廣東省珠江口東部的東莞、深圳和香港。莞寶片跟粵海片有一定的差別，互相通話存在一定的困難。

## 分區
内部可以劃分為若干種次方言，分別為：
|  | 莞城話 |
|  |        |
|  | 厚街話 |
|  |        |
|  | 虎門話 |
|  |        |

|  | 圍頭話 |
|  |        |
|  | 南頭話 |
|  |        |

|  | 莞城話 |
|  |        |
|  | 厚街話 |
|  |        |
|  | 虎門話 |
|  |        |

|  | 圍頭話 |
|  |        |
|  | 南頭話 |
|  |        |

新派虎門話的發音與廣州話非常相似，基本上互通，屬於粵海片。

## 在语音上与广州话的相同之处
唐望厂（[-ɔŋ]）、东（[-oŋ]）、长（[-œŋ]）、落学（[-ɔk]）、花（[-a]）、炮（[-au]）、色（[-ɪk]）、屐（[-ɛk]）

## 语音特點
鼻音韵尾趋向于混同
烦炭眼晚篮（[-ɛŋ]）、湾关惯（[-wɛŋ]）、门安（[-uːŋ]）、三南（[-aŋ]）、新运（[-ɐŋ]）
部分入声舒化
遮谢写挖法吓发脚客（[-ɛ]）、插鸭（[-a]）、着靴（[-œ]）
塞音韵尾趋向于混同
北骨（[-ɐk]）、接业绝结列（[-ik]）、达白（[-ɛk]）、湿执给十（[-ɔk]）、渴（[-uːk]）
元音[ɔ]在[ɔn], [ɔt], [ɔɪ]韵中高化为[uː]，导致部分[h]进一步演变为[f]。
寒（[fuːŋ]）、渴（[fuːk]）、海（[fuːy]）
韵母[ɐɪ]高化为[ɔɪ]。
鸡（[kɔɪ]）、系（[kɔɪ]）
元音[y]失去圆唇性质，演变为[i]。
猪（[t͡ʃiː]）
部分知组残留。
知（[teɪ]）
平翘舌混同，但是在韵母上面留有痕迹。
狮丝（[-eɪ]）、是（[-iː]）
[n]、[l]、[ŋ]混同，自由变读。
利（[ŋeɪ]）、冧（[ŋɐm]）、楼（[ŋɐu]）、落（[lɔk]）、来（[luːy]）、屋（[lok]）

## 方言词
老子（爸爸）
老母（妈妈）
至（最），例如至大（最大）
脚龙肚（小腿肚）
即五（立即），例如我即五翻屋企。

## 外部連結
- 新界原居民方言新安語初探 （页面存档备份，存于）